# Gap Band IV
Gap Band IV é o sexto álbum (ao contrário do que aparenta o título) da banda The Gap Band, lançado em  1982 pela  Total Experience Records. O álbum alcançou o número da parada Top Soul Albums e número 14 na parada Billboard Pop Albums, alcançando a certificação platina, e é considerado seu maior sucesso comercial.
O álbum produziu os singles "Early in the Morning" (#1 R&B, #13 Club Play Singles, #24 Pop), "You Dropped a Bomb on Me" (#2 R&B, #39 Club Play Singles, #31 Pop) e "Outstanding" (#1 R&B, #24 Club Play Singles, #51 Pop Singles). Também conseguiu um feito raro pois todas as canções do álbum tocaram em rádios.
Este foi o primeiro álbum lançado diretamente pelo selo do produtor Lonnie Simmons, a Total Experience Records. O álbum mais tarde foi lançado em CD pela Mercury Records em 1994.

## Faixas
| #  | Título                       | Compositor(es)                                                            | Duração |
| -- | ---------------------------- | ------------------------------------------------------------------------- | ------- |
| 1. | Early in the Morning         | Charlie Wilson, Lonnie Simmons, Rudy Taylor                               | 6:30    |
| 2. | Season's No Reason To Change | Lonnie Simmons, Ronnie Wilson                                             | 4:49    |
| 3. | Lonely Like Me               | Lonnie Simmons, Ronnie Wilson, Rudy Taylor                                | 5:21    |
| 4. | Outstanding                  | Raymond Calhoun                                                           | 3:18    |
| 5. | Stay With Me                 | Ronnie Wilson                                                             | 4:11    |
| 6. | You Dropped a Bomb on Me     | Charlie Wilson, Lonnie Simmons, Rudy Taylor                               | 5:10    |
| 7. | I Can't Get Over You         | Charlie Wilson, Lonnie Simmons, Ronnie Wilson                             | 6:02    |
| 8. | Talkin' Back                 | Charlie Wilson, Lonnie Simmons, Robert Wilson, Ronnie Wilson, Rudy Taylor | 6:42    |

## Músicos
- Charlie Wilson - Teclados, Sintetizadores, Percussão, Vocais e Backing Vocais
- Ronnie Wilson - Trompete, Flugelhorn, Teclados, Sintetizadores, Percussão, Backing Vocais
- Robert Wilson -  Baixo, Guitarra, Percussão, Backing Vocais
- Oliver Scott - Sopro, Sintetizadores, Teclados
- Raymond Calhoun - Bateria, Percussão
- Melvin Webb, Ronnie Kaufman - Bateria
- Dionne Oliver - Baixo
- Fred Jenkins, Glen Nightingale, Jimi Macon - Guitarra
- Robert "Goodie" Whitfield, Louis Cabaza - Teclados, Sintetizadores
- Wilmer Raglin- Horns, Backing Vocais
- Andy Ward, Earl Roberson, Larry Stone - Sopro
- David Drew, Marva King, Maxayn Lewis, Alisa Peoples, Calvin Yarbrough, Lonnie Simmons, Rudy Taylor, Sheila Young, Val Young - Backing Vocais

## Paradas
| Parada (1982)             | Pico |
| ------------------------- | ---- |
| Billboard Pop Albums      | 14   |
| Billboard Top Soul Albums | 1    |

### Singles
| Ano  | Single                     | Posição nas paradas | Posição nas paradas | Posição nas paradas |
| Ano  | Single                     | US Pop              | US R&B              | US Disco            |
| ---- | -------------------------- | ------------------- | ------------------- | ------------------- |
| 1982 | "Early in the Morning"     | 24                  | 1                   | 13                  |
| 1982 | "You Dropped a Bomb on Me" | 31                  | 2                   | 39                  |
| 1983 | "Outstanding"              | 51                  | 1                   | 24                  |